# 齊耀琳

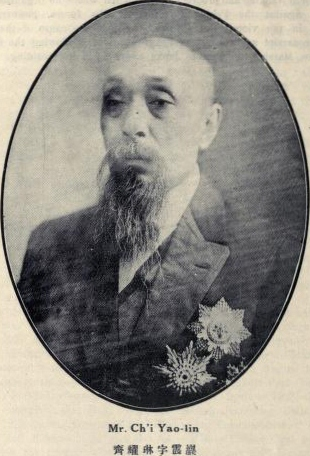
齊耀琳

齊耀琳（1862年—1949年），字震巖，吉林省伊通州（今梨树县孟家岭镇四台子村）人。清朝及中華民國官員。

## 生平
光绪十九年（1893年）举人，光绪二十一年（1895年）乙未科进士，同年五月，改翰林院庶吉士；光緒二十四年四月，散館，著以知县即用，历任直隶曲周县、清苑县知县，歷升磁州、遵化直隶州知州，保定府知府。光绪三十四年（1908年），任天津道。宣统元年（1909年），升直隶按察使（1910年各省按察使均改为提法使，他继续任直隶提法使）。宣统三年（1911年）晋江苏布政使，旋改河南布政使。因与袁世凯关系密切，袁复出后，1911年12月授其河南巡抚，不久升任盐务大臣。
中华民国成立后，民国元年（1912年）3月，他任河南都督。民国二年（1913年）6月，他任吉林民政长。1914年7月，他任江苏巡按使。民国四年（1915年）12月，袁世凯称帝时，他获封一等伯。
民国五年（1916年）6月，江蘇巡按使更名为江苏省長，他继续任江苏省长。民国六年（1917年）7月，他曾一度代理江苏督军。民国九年（1920年）9月，他辞去省长职务，退出政坛。此后他曾任天津耀华玻璃公司总董。
1949年，齊耀琳逝世。

## 家庭
- 弟：齊耀珊